# Ил-80
Ил-80 (Ил-86ВзПУ, изделие «65с», по классификации НАТО: Maxdome) — воздушный командный пункт (ВзПУ), разработанный в конце 1980-х годов в КБ Ильюшина на базе пассажирского самолёта Ил-86.
Самолёт предназначен для эвакуации высшего военного руководства страны в угрожаемый период и одновременного управления вооружёнными силами в условиях конфликта любой степени интенсивности, включая полномасштабную ядерную войну. Оборудован средствами связи, системами жизнеобеспечения, мощной энергоустановкой. Может работать полностью автономно. В состав экипажа входят операторы систем и офицеры боевого управления. Детальная информация по этому самолёту является государственной тайной.

## История
Самолёт предназначен для управления Вооружёнными силами в случае вооружённого конфликта с применением ядерного оружия.
Требования предъявляемые к воздушному командному пункту: дальность и продолжительность полёта должны обеспечить вывод ставки Верховного главнокомандующего из угрожаемой зоны в случае опасности войны любой интенсивности; самолёт должен иметь бортовые средства защиты от оружия массового поражения, в том числе защиту от радиоактивного заражения; на самолёте должна быть аппаратура, обеспечивающая управления всеми видами вооружённых сил в том числе с использованием АСУ и ТКС[расшифровать], включая аппаратуру СДВ-связи; самолёт должен иметь возможность автономного применения в случае выхода из строя наземного и спутникового оборудования систем ретрансляции связи и навигации; самолёт должен иметь возможность применения с любого аэропорта ГА; самолёт должен обеспечивать высокий комфорт на борту; самолёт должен соответствовать уровню надёжности: вероятность отказов в 10 раз ниже, чем для ВС военного назначения.
Внешне от своего прототипа Ил-80 отличается наличием в носовой части фюзеляжа крупного накладного отсека, в который помещено различное радиоэлектронное оборудование. Отсутствуют иллюминаторы, на крыле дополнительные пилоны с электрооборудованием. Два из четырёх самолётов имеют штангу для дозаправки в воздухе.
В отличие от своего прототипа (Ил-86), на самолёте применена усиленная конструкция крыла и корпуса. Сделано это для уменьшения последствий воздействия на самолёт со стороны возможного ядерного взрыва. Самолёт получился очень тяжёлым, что потребовало для него хорошо подготовленную взлётно-посадочную полосу, а также высокую квалификацию пилотов для взлёта и посадки. Большой вес потребовал установку на Ил-80 четырёх опор шасси. На крыле самолёта установлены пилоны, в которых размещаются генераторы энергии для радиоэлектронного оборудования.
Ил-80 не укомплектован вооружением. Защита самолёта обеспечивается истребительной авиацией сопровождения.

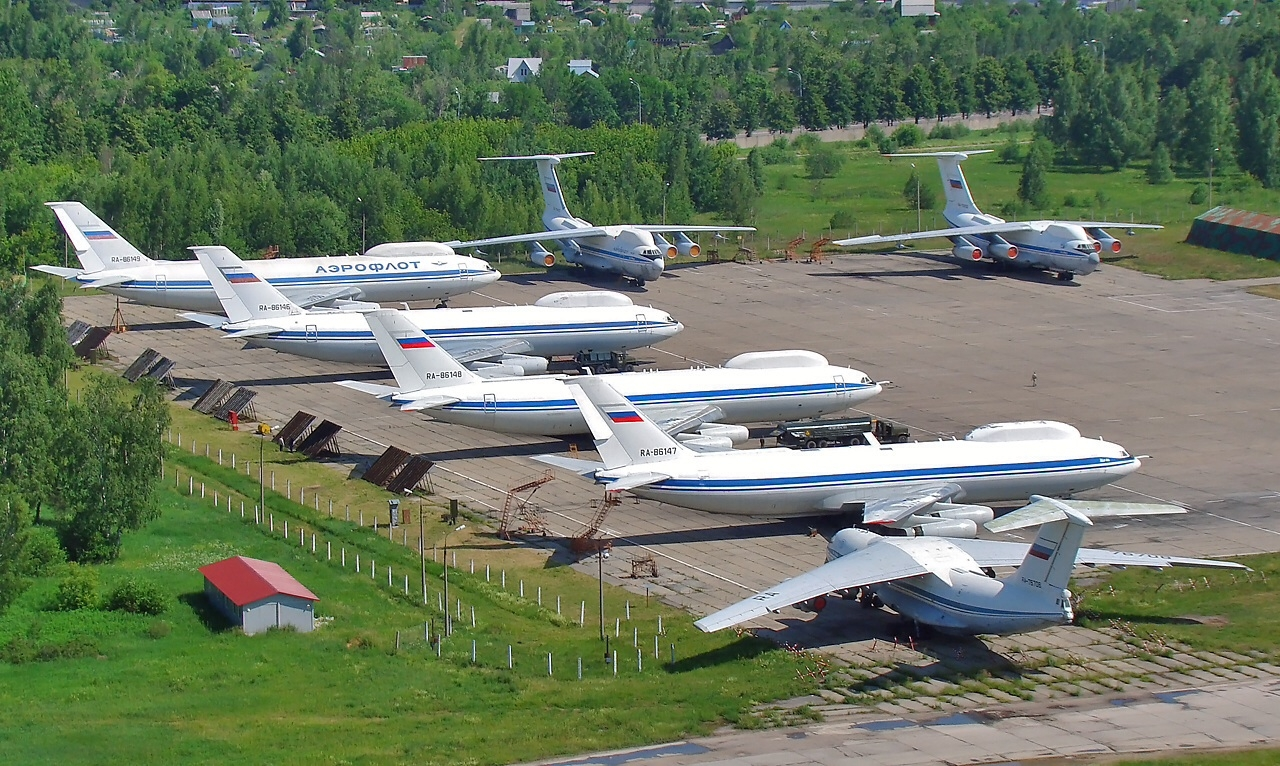
Четыре Ил-80 и два Ил-76СК в аэропорту Чкаловский, 2011 год.

Всего было выпущено четыре таких самолёта (регистрационные номера воздушных судов (РНВС) СССР-86146, СССР-86147, СССР-86148, СССР-86149).
9 мая 2010 года самолёт с РНВС RF(Россия)-86147 (93645) принял участие в воздушной части парада в честь 65-й годовщины победы в Великой Отечественной войне в Москве.
Один из самолётов (RF-93642, бывший 86148) прошёл модернизацию с установкой нового электронного оборудования в 2015 году.
В декабре 2020 года стало известно, что из одного из самолётов в аэропорту Таганрог-Южный (который проходил плановый ремонт в ТАНТК) было похищено оборудование, предположительно, для сдачи на металлолом. Пропали 39 электронных блоков связного оборудования и пять плат из таких же пяти демонтированных блоков. В Таганрогский городской суд поступило дело в отношении 36-летнего местного жителя Жоры Хачунца, обвиняемого в краже деталей с Ил-80.
Помимо четырёх Ил-80, было построено два самолёта Ил-76СК (Ил-76ВКП), номера СССР-76450 и СССР-76451, близких по составу оборудования и решаемым задачам. Базируются они там же.